# T34 (americký tank)
Tank T34 byl projekt těžkého tanku armády Spojených států. Byl vyvinut na základě projektu těžkých tanků T29 a T30 v roce 1945. Vybaven byl modifikovaným protiletadlovým dělem T53 ráže 120 mm vyvinutým z protiletadlového kanónu M1. Jeho pancéřování bylo zvláště silné zejména na věži a na její zadní část byl aplikován extra pancíř jako protizávaží pro těžký hlavní kanón. Vozidlo bylo nicméně shledáno příliš těžkým a tudíž nebyly zadány žádné objednávky k výrobě.

## Vývoj
V roce 1945 se na evropském bojišti setkala americká armáda s těžkými německými tanky Tiger II a stíhači tanků jako byl Jagdtiger a Jagdpanther. Vzhledem k enormním ztrátám techniky při konfrontaci s těmito protivníky bylo velení US Army nuceno k zadání nového projektu těžkého tanku, aby bylo možno těmto strojům protivníka účinně čelit. T34 byl jedním z těchto projektů a byl postaven na stejném podvozku jako dřívější projekty těžkých tanků T29 a T30, což byla prodloužená verze podvozku tanku T26E3 vycházejícího z M26 Pershing.
Původně se měl pro T34 použít stejný motor jako pro T29 a T30, tedy dvanáctiválec Ford GAC. Nicméně po skončení války s Japonskem byly provedeny změny. Těžký tank T30 měl používat motor Continental AV-1790, zatímco do T34 byl zvažován letecký motor Allison V-1710. V listopadu 1946 byly specifikace T34 pozměněny a mělo být použito motoru Continental a současně bylo velením doporučeno, aby pro stavbu prototypů bylo využito dvou podvozků z projektu tanku T30. Není ale úplně jasné, na kterých podvozcích byly tanky T34 skutečně postaveni, nicméně je pravděpodobné, že jeden byl vyroben pomocí podvozku T29 a druhý pomocí podvozku T30.
Jelikož 120mm kanón tanku T34 používal lehčí granáty než 155mm kanón v T30, nebyl instalován komplikovaný nabíjecí systém testovaný v T30E1. Nicméně, těžší zbraň tanku T34 si vyžádala větší pancíř na zádi věže jako protizávaží. 
Práce na projektu trvaly až do roku 1947, kdy byly dva funkční prototypy dodány na zkoušky ve Fort Knox a zkušební polygon v Aberdeenu. Největší problém byl s hlavní zbraní. Při zkouškách zbraně byly zraněni nejméně dva muži kvůli zpětným zápalům po střelbě, způsobených nespálenými prachovými plyny, které byly nasávány do věže pomocí vyhazovacího pouzdra a poté zapáleny. A i když se tak nestalo pokaždé, ve věži se nad to brzy vytvořila nebezpečná hladina škodlivých plynů. Tento problém se po několika pokusech snažili konstruktéři vyřešit dvěma způsoby. První navrhované řešení pomocí kompresoru, který před otevřením závěru tlakem vzduchu vyčistil hlaveň od nespálených plynů zabralo příliš mnoho místa, vyžadovalo vzduchový kompresor a prostor pro uskladnění stlačeného vzduchu. Druhá varianta zahrnovala systém využitý již u 90mm kanónů T15E4 a M3E4. Jednalo se o druh evakuátoru, kdy v tomto systému byla instalována válcová komora těsně za ústí hlavně. Do hlavně zbraně byla vyvrtána řada děr, které směřovaly diagonálně směrem k ústí a směřovaly z této komory do hlavně. Když bylo ze zbraně vystřeleno, hlaveň i komora byly natlakovány expandujícími plyny. Tlak v hlavni klesal tak rychle, jak rychle se mohly uvolňovat plyny z hlavně. Plyny o vysokém tlaku v komoře byly pak vyprázdněny diagonálními otvory a vycházely z ústí hlavně vysokou rychlostí. To odsávalo všechny nespálené plyny ze zbytku hlavně a závěr se pak mohl bezpečně otevřít. Ukázalo se, že se jedná o jednoduchý a účinný systém a stal se standardním rysem poválečných tankových děl.
Nakonec však nebyly zadány žádné zakázky na výrobu T34, který byl považován za příliš těžký. Nicméně v roce 1948 byly zahájeny práce na odlehčené verzi této konstrukce pod názvem Těžký tank T43, která později vstoupila do výroby jako tank M103 vyzbrojený dělem ráže 120 mm.
Jeden z přeživších strojů je vystaven v Národním muzeu obrněných vozidel a kavalérie ve Fort Benning v Georgii v USA. 